# Stillehavsmesterskabet i curling
Stillehavsmesterskabet i curling (engelsk: Pacific Curling Championships (1991-2010), Pacific-Asia Curling Championships (2011-2021)) var et mesterskab for curlinglandshold, som hvert år i perioden 1991-2021 blev afviklet af Pacific Curling Federation hhv. World Curling Federation. Dog blev kvindernes mesterskab ikke gennemført i 1992. Mesterskabet fungerede endvidere som VM-kvalifikation for de asiatiske og oceaniske hold.
Oprindeligt havde mesterskabet deltagelse af landshold fra Østasien og Oceanien. Efterhånden kom vestasiatiske hold også med i mesterskabet, og i 2019 blev Nigeria den første afrikanske deltager i turneringen.
I 2022 blev mesterskabet afløst af de Pankontinentale mesterskaber i curling, som samlede alle ikke-europæiske lande i samme mesterskab, der også fungerede som VM-kvalifikation.

## Mænd

### Medaljestatik
| Medaljefordelingen 1991−2021 | Medaljefordelingen 1991−2021 | Medaljefordelingen 1991−2021 | Medaljefordelingen 1991−2021 | Medaljefordelingen 1991−2021 | Medaljefordelingen 1991−2021 |
| Plac.                        | Land                         | Guld                         | Sølv                         | Bronze                       | Total                        |
| ---------------------------- | ---------------------------- | ---------------------------- | ---------------------------- | ---------------------------- | ---------------------------- |
| 1.                           | Australien                   | 9                            | 6                            | 4                            | 19                           |
| 2.                           | Kina                         | 8                            | 3                            | 3                            | 13                           |
| 3.                           | Sydkorea                     | 5                            | 2                            | 7                            | 14                           |
| 4.                           | Japan                        | 4                            | 17                           | 4                            | 25                           |
| 5.                           | New Zealand                  | 4                            | 2                            | 10                           | 16                           |
| 6.                           | Taiwan                       | -                            | -                            | 1                            | 1                            |
| Kilde:                       |                              |                              |                              |                              |                              |

### Mesterskaber og medaljevindere
| År   | Værtsby(er) og -land                     | Guld                                     | Sølv                                     | Bronze                                   |
| ---- | ---------------------------------------- | ---------------------------------------- | ---------------------------------------- | ---------------------------------------- |
| 1991 | Sagamihara, Japan                        | Australien (1)                           | Japan                                    | New Zealand                              |
| 1992 | Karuizawa, Japan                         | Australien (2)                           | Japan                                    | -                                        |
| 1993 | Adelaide, Australien                     | Australien (3)                           | Japan                                    | New Zealand                              |
| 1994 | Christchurch, New Zealand                | Australien (4)                           | Japan                                    | New Zealand                              |
| 1995 | Tokoro, Japan                            | Australien (5)                           | Japan                                    | New Zealand                              |
| 1996 | Sydney, Australien                       | Australien (6)                           | Japan                                    | New Zealand                              |
| 1997 | Karuizawa, Japan                         | Australien (7)                           | Japan                                    | New Zealand                              |
| 1998 | Qualicum Beach, Canada                   | New Zealand (1)                          | Japan                                    | Australien                               |
| 1999 | Tokoro, Japan                            | Japan (1)                                | Australien                               | New Zealand                              |
| 2000 | Esquimalt, Canada                        | New Zealand (2)                          | Australien                               | Japan                                    |
| 2001 | Jeonju, Sydkorea                         | Japan (2)                                | New Zealand                              | Australien                               |
| 2002 | Queenstown, New Zealand                  | Sydkorea (1)                             | Australien                               | Japan                                    |
| 2003 | Aomori, Japan                            | New Zealand (3)                          | Australien                               | Sydkorea                                 |
| 2004 | Chuncheon, Sydkorea                      | New Zealand (4)                          | Australien                               | Japan                                    |
| 2005 | Taipei, Taiwan                           | Australien (8)                           | Japan                                    | New Zealand                              |
| 2006 | Tokyo, Japan                             | Australien (9)                           | Sydkorea                                 | Kina                                     |
| 2007 | Beijing, Kina                            | Kina (1)                                 | Australien                               | New Zealand                              |
| 2008 | Naseby, New Zealand                      | Kina (2)                                 | Japan                                    | New Zealand                              |
| 2009 | Karuizawa, Japan                         | Kina (3)                                 | Japan                                    | Sydkorea                                 |
| 2010 | Uiseong, Sydkorea                        | Kina (4)                                 | Sydkorea                                 | Australien                               |
| 2011 | Nanjing, Kina                            | Kina (5)                                 | New Zealand                              | Sydkorea                                 |
| 2012 | Naseby, New Zealand                      | Kina (6)                                 | Japan                                    | Australien                               |
| 2013 | Shanghai, Kina                           | Kina (7)                                 | Japan                                    | Sydkorea                                 |
| 2014 | Kariuzawa, Japan                         | Kina (8)                                 | Japan                                    | Sydkorea                                 |
| 2015 | Almaty, Kasakhstan                       | Sydkorea (2)                             | Japan                                    | Kina                                     |
| 2016 | Uiseong, Sydkorea                        | Japan (3)                                | Kina                                     | Sydkorea                                 |
| 2017 | Erina, Australien                        | Sydkorea (3)                             | Kina                                     | Japan                                    |
| 2018 | Gangneung, Sydkorea                      | Japan (4)                                | Kina                                     | Sydkorea                                 |
| 2019 | Shenzhen, Kina                           | Sydkorea (4)                             | Japan                                    | Kina                                     |
| 2020 | Intet mesterskab pga. COVID-19-pandemien | Intet mesterskab pga. COVID-19-pandemien | Intet mesterskab pga. COVID-19-pandemien | Intet mesterskab pga. COVID-19-pandemien |
| 2021 | Almaty, Kasakhstan                       | Sydkorea (5)                             | Japan                                    | Taiwan                                   |

## Kvinder

### Medaljestatistik
| Medaljefordelingen 1991−2021 | Medaljefordelingen 1991−2021 | Medaljefordelingen 1991−2021 | Medaljefordelingen 1991−2021 | Medaljefordelingen 1991−2021 | Medaljefordelingen 1991−2021 |
| Plac.                        | Land                         | Guld                         | Sølv                         | Bronze                       | Total                        |
| ---------------------------- | ---------------------------- | ---------------------------- | ---------------------------- | ---------------------------- | ---------------------------- |
| 1.                           | Japan                        | 15                           | 7                            | 6                            | 28                           |
| 2.                           | Kina                         | 8                            | 5                            | 3                            | 16                           |
| 3.                           | Sydkorea                     | 6                            | 10                           | 7                            | 23                           |
| 4.                           | Australien                   | -                            | 5                            | 2                            | 7                            |
| 5.                           | New Zealand                  | -                            | 2                            | 9                            | 11                           |
| 6.                           | Kasakhstan                   | -                            | -                            | 1                            | 1                            |
| Kilde:                       |                              |                              |                              |                              |                              |

### Mesterskaber og medaljevindere
| År   | Værtsby(er) og -land                     | Guld                                     | Sølv                                     | Bronze                                   |
| ---- | ---------------------------------------- | ---------------------------------------- | ---------------------------------------- | ---------------------------------------- |
| 1991 | Sagamihara, Japan                        | Japan (1)                                | Australien                               | -                                        |
| 1992 | Intet mesterskab for kvinder             | Intet mesterskab for kvinder             | Intet mesterskab for kvinder             | Intet mesterskab for kvinder             |
| 1993 | Adelaide, Australien                     | Japan (2)                                | Australien                               | New Zealand                              |
| 1994 | Christchurch, New Zealand                | Japan (3)                                | Australien                               | New Zealand                              |
| 1995 | Tokoro, Japan                            | Japan (4)                                | Australien                               | New Zealand                              |
| 1996 | Sydney, Australien                       | Japan (5)                                | Australien                               | New Zealand                              |
| 1997 | Karuizawa, Japan                         | Japan (6)                                | New Zealand                              | Sydkorea                                 |
| 1998 | Qualicum Beach, Canada                   | Japan (7)                                | New Zealand                              | Australien                               |
| 1999 | Tokoro, Japan                            | Japan (8)                                | Sydkorea                                 | New Zealand                              |
| 2000 | Esquimalt, Canada                        | Japan (9)                                | Sydkorea                                 | New Zealand                              |
| 2001 | Jeonju, Sydkorea                         | Sydkorea (1)                             | Japan                                    | Australien                               |
| 2002 | Queenstown, New Zealand                  | Japan (10)                               | Sydkorea                                 | New Zealand                              |
| 2003 | Aomori, Japan                            | Japan (11)                               | Sydkorea                                 | New Zealand                              |
| 2004 | Chuncheon, Sydkorea                      | Japan (12)                               | Kina                                     | Sydkorea                                 |
| 2005 | Taipei, Taiwan                           | Japan (13)                               | Kina                                     | Sydkorea                                 |
| 2006 | Tokyo, Japan                             | Kina (1)                                 | Sydkorea                                 | Japan                                    |
| 2007 | Beijing, Kina                            | Kina (2)                                 | Japan                                    | Sydkorea                                 |
| 2008 | Naseby, New Zealand                      | Kina (3)                                 | Sydkorea                                 | Japan                                    |
| 2009 | Karuizawa, Japan                         | Kina (4)                                 | Japan                                    | Sydkorea                                 |
| 2010 | Uiseong, Sydkorea                        | Sydkorea (2)                             | Kina                                     | Japan                                    |
| 2011 | Nanjing, Kina                            | Kina (5)                                 | Sydkorea                                 | New Zealand                              |
| 2012 | Naseby, New Zealand                      | Kina (6)                                 | Japan                                    | Sydkorea                                 |
| 2013 | Shanghai, Kina                           | Sydkorea (3)                             | Kina                                     | Japan                                    |
| 2014 | Kariuzawa, Japan                         | Kina (7)                                 | Sydkorea                                 | Japan                                    |
| 2015 | Almaty, Kasakhstan                       | Japan (14)                               | Sydkorea                                 | Kina                                     |
| 2016 | Uiseong, Sydkorea                        | Sydkorea (4)                             | Kina                                     | Japan                                    |
| 2017 | Erina, Australien                        | Sydkorea (5)                             | Japan                                    | Kina                                     |
| 2018 | Gangneung, Sydkorea                      | Sydkorea (6)                             | Japan                                    | Kina                                     |
| 2019 | Shenzhen, Kina                           | Kina (8)                                 | Japan                                    | Sydkorea                                 |
| 2020 | Intet mesterskab pga. COVID-19-pandemien | Intet mesterskab pga. COVID-19-pandemien | Intet mesterskab pga. COVID-19-pandemien | Intet mesterskab pga. COVID-19-pandemien |
| 2021 | Almaty, Kasakhstan                       | Japan (15)                               | Sydkorea                                 | Kasakhstan                               |

## Ekstern kilde/henvisning
- WCF Results & Statistics – Pacific-Asia Curling Championships